# Stypodon signifer
La carpa de Parras (Stypodon signifer), la única especie del género Stypodon de peces ciprínidos de agua dulce incluidos en el orden Cypriniformes, endémica de la cuenca del río Parras, en Coahuila (México). Hoy día la especie y el género ya están extinguidos.

## Clasificación y descripción
Era un pez de la familia Cyprinidae del orden Cypriniformes. Tenía un cuerpo oblongo y comprimido. Su coloración era café con plateado en las partes inferiores, tenía una banda lateral amplia delimitada superiormente por una línea plateada estrecha. Este pez alcanzaba una talla máxima de 40 mm de longitud patrón.

## Distribución
Este pez se distribuía en el Valle de Parras, Coahuila, en lo que era un afluente de los lagos de la cuenca cerrada de Bolsón de Mapimí.

## Ambiente
Habitaba en los manantiales en el fondo del Valle de Parras. Eran peces de río que habitaban ambientes bentopelágicos, en aguas tropicales.

## Estado de conservación
Esta especie se considera extinta ya que no ha sido colectada desde el año 1903, sin embargo aparece listada en la Norma Oficial Mexicana 059 como especie en peligro de extinción (NOM-059-SEMARNAT-2010, categoría P). La Lista Roja de la Unión Internacional para la Conservación de la Naturaleza (UICN) la tiene correctamente catalogada como extinta (EX).